# شنوایی‌شناسی از راه دور
شنوایی‌شناسی از راه دور (Tele-audiology) استفاده از پزشکی از راه دور برای ارائه خدمات شنوایی است؛ و ممکن است شامل محدودهٔ کامل آزمایش‌های شنوایی باشد.
این آزمایش‌های برای اولین بار توسط دکتر گرگ گیونس (Dr.Gregg Givens) در سال ۱۹۹۹ با استفاده از سیستم توسعه در دانشگاه کارولینای شمالی واقع در کارولینای شمالی ایالات متحده آمریکا مورد استفاده قرار گرفت. اولین آزمایش‌های شنود سنجی اینترنتی توسط کلر، گیونس و بالچ (Dr.Keler ,Givens & Balch) در سال ۲۰۰۰ انجام شد.
اولین آزمایش شنوایی سنجی از راه دور در سال ۲۰۰۹ میلادی در آن سوی اقیانوس اطلس توسط دکتر جیمز هال(Dr.James Hall) انجام شد و یک بیمار در آفریقای جنوبی که از شهر دالاس بود تحت عنوان کنفرانس AAA مورد بررسی قرار گرفت. این اتفاق تاریخی، علاقه به شنوایی از راه دور را به مقدار بسیار زیاد افزایش داد.

## دو نوع آزمایش شنوایی‌شناسی از راه دور (Teleaudiology)
Store & Forward (آزمایش جمع‌بندی و ارسال به صورت غیر همزمان): در این روش یک بیمار آزمایش می‌شود و نتایج به وسیلهٔ ایمیل یا اینترنت به شخص متخصص ارسال می‌شود تا نتایج را مشاهده کند.
Real Time (آزمایش به موقع به صورت همزمان): بررسی یک بیمار در زمان حال می‌باشد. هرچند یک بیمار در مقابل شما نشسته باشد ولی شنوایی سنج‌هایی که آن را مورد آزمایش قرار می‌دهند در فاصلهٔ دور هستند. در آزمایش شنوایی سنجی فرد بیمار وارد اتاقکی موسوم به اتاق صدا می‌شد در حالی که شنوایی سنج‌ها در خارج اتاقک قرار می‌گیرند و از طریق پنجره ای به داخل اتاق نظاره‌گر می‌شوند که عملاً شبیه آزمایش شنوایی سنجی بیمار از راه دور است؛ ولی این پنجره که متخصصان شنوایی سنجی از راه دور نگاه می‌کنند یک شیشه واقعی نیس بلکه یک صفحهٔ کنفرانس اینترنتی است. تنها تفاوت واقعی این آزمایش با آزمایش حضوری فقط مسافت فیزیکی بین متخصص و بیمار است.